# Marija Krpan
Marija Krpan (Hum Voćinski, 12. kolovoza 1954.) je hrvatska kazališna i televizijska glumica.

## Filmografija

### Filmske uloge
- "Tri kavaljera frajle Melanije" kao gospođa Pickbauer i baba; TV snimka kazališne predstave HNK Varaždin (2014.)

### Televizijske uloge
- "Larin izbor" kao Jasmina (2012.)
- "Pod sretnom zvijezdom" kao računovotkinja Mira (2011.)
- "Mamutica" kao Katarina Sajko (2010.)
- "Bibin svijet" kao proročica (2009.)
- "Zakon ljubavi" kao Romana (2008.)
- "Naša kućica, naša slobodica" kao Višnja (1999.)

## Vanjske poveznice
- Marija Krpan u internetskoj bazi filmova IMDb-u (engl.)
- Stranica na hnkvz.hr